# 札幌市立美しが丘小学校
札幌市立美しが丘小学校（さっぽろしりつ うつくしがおかしょうがっこう）は、北海道札幌市清田区の美しが丘地区東部にある公立小学校。略称は美小（びしょう）。
マルハン美しが丘店とはリングプル回収運動で協力関係にある。

## 沿革
- 1992年（平成4年）
  - 4月1日 - 里塚西地区小学校（仮称）の開校が発令される。母体校は札幌市立三里塚小学校と札幌市立真栄小学校。
  - 5月13日 - 校名が「美しが丘小学校」と決定。
  - 7月14日 - 校木がメタセコイヤ・あおとうひ、校花がベニバナトチノキに決まる。
- 1993年（平成5年）
  - 3月26日 - 開校式と祝賀会が行われる。
  - 4月1日 - 開校。
  - 6月3日 - 第1回「花いっぱいになあれ」開始。
- 1996年（平成8年）3月26日 - 本校が母体となり「札幌市立美しが丘緑小学校」が開校する。
- 1997年（平成9年） - 豊平区から清田区が分区したことにより、住所が「豊平区美しが丘2条5丁目1番1号」から「清田区美しが丘2条5丁目1番1号」に変わる。
- 1998年（平成10年）11月19日 - 校舎全面完成式(各階北側2教室、計6教室を増築)。
- 2002年（平成14年）5月20日 - 旧職員32名により鳴子1500本の寄贈を受ける。
- 2005年（平成17年）4月1日 - とちのみ学級(特別支援・情緒1学級)開設。
- 2005年頃（平成17年頃） - ウサギ小屋のウサギが死去したのに伴い飼育委員会がなくなり、ウサギ小屋は植物園として活用される。
- 2011年（平成23年）4月1日 - ミニ児童会館が開館。
- 2017年（平成29年）6月3日 - 中庭の池が埋め立てられる。

出典：

## 施設概要
主な施設。面積は延床面積を記載。
- 校舎（4,517 m2[5]） - 1992年度竣工の鉄筋コンクリート造3階建て[3][5]。第一土建、丸金佐々木建設、アイケン特定共同企業体が施工した[4]。2003年には、市内でも先進的となる太陽光発電設備を屋上に設置した[3][6]。
- 屋内運動場（1,427 m2[5]） - 1992年度竣工の2階建て[4][5]。住石扶桑工業、荒井・新免共同企業体が施工した[4]。
- プール - 1996年竣工[3]。
- 校庭 - 三里川の水源の一部を埋め立てて造成したため、2018年の北海道胆振東部地震の際には地割れや液状化現象が発生した[7][8][9]。よって修復するまでの間は使用不能となり[3]、最寄りの美しが丘緑小学校を借用していた。

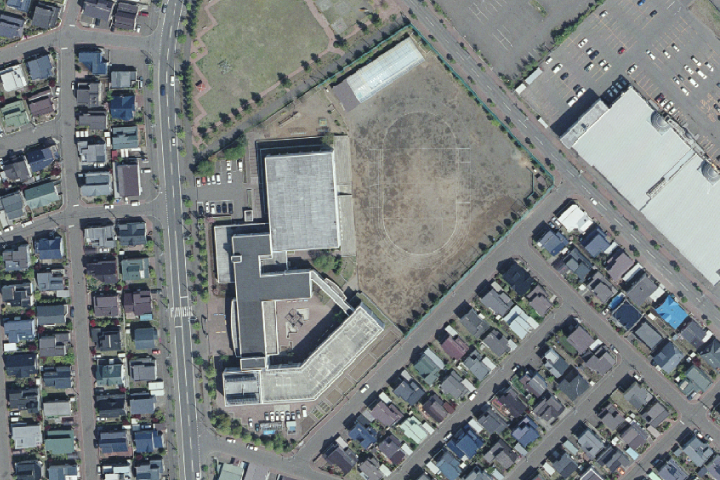
空中写真（2008年5月）

## 課外活動

### 合唱団
- 美しが丘小学校合唱団

1993年に結成した合唱団。
主にNHK全国学校音楽コンクール、HBCこども音楽コンクール（TBSこども音楽コンクール）、札幌ヴォーカルアンサンブルコンテストに出場しているほか、近隣老人施設や町内会行事(夏祭り・秋祭り・老人会・餅つき会)での演奏活動も行っている。また、1994年から毎年3月には体育館で定期演奏会を行なっている。
定期演奏会ではその年のコンクールの曲や卒業式の曲、ダンスやミュージカルを披露している。真栄中学校合唱部の賛助出演もある。
| 年     | 功績 |
| ------ | --- |
| 1994年 | HBCこども音楽コンクール小学校重唱部門金賞                                                                                                |
| 1996年 | NHK全国学校音楽コンクール 全国コンクール奨励賞                                                                                           |
| 1997年 | NHK全国学校音楽コンクール 全国コンクール奨励賞                                                                                           |
| 1998年 | NHK全国学校音楽コンクール 全国コンクール奨励賞                                                                                           |
| 1999年 | HBCこども音楽コンクール北海道代表演奏会出場                                                                                              |
| 2000年 | NHK全国学校音楽コンクール 全国コンクール奨励賞 HBCこども音楽コンクール小学校重唱部門最優秀賞                                             |
| 2001年 | NHK全国学校音楽コンクール 全国コンクール奨励賞                                                                                           |
| 2002年 | NHK全国学校音楽コンクール 全国コンクール銅賞                                                                                             |
| 2003年 | NHK全国学校音楽コンクール 全国コンクール銀賞                                                                                             |
| 2004年 | NHK全国学校音楽コンクール 全国コンクール優良賞                                                                                           |
| 2005年 | NHK全国学校音楽コンクール 全国コンクール優良賞 HBCこども音楽コンクール小学校重唱部門金賞 TBSこども音楽コンクール小学校重唱部門優秀校選出 |
| 2008年 | NHK全国学校音楽コンクール 全国コンクール優良賞                                                                                           |

### スポーツ少年団
- 札幌美しが丘ミニバスケットボールCLUB

1995年に結成したスポーツ少年団。通称「ミニバス」。1年生から所属でき、近隣小学校の児童も所属可能である。
平日夕方と休日に体育館にて練習を行なっている。
主に北海道ミニバスケットボール大会に出場している。
| 年     | 功績                                   |
| ------ | -------------------------------------- |
| 2007年 | 全国ミニバスケットボール大会出場(女子) |
| 2009年 | 全国ミニバスケットボール大会出場(女子) |
| 2010年 | 全国ミニバスケットボール大会出場(女子) |
| 2012年 | ポテトフェスティバル大会男子優勝       |
| 2013年 | ポテトフェスティバル男女ともに優勝     |

## 学区
札幌市清田区美しが丘のうち、1条3丁目から10丁目、2条3丁目から10丁目、3条4丁目から10丁目を学区としている。北はモモセファーム、南は北広島市、東は国道36号線、西は羊ケ丘通に囲まれている。

## 進学先の中学校
- 札幌市立真栄中学校（札幌市清田区美しが丘）[13]

## 周辺
- 美しが丘シープヒル公園
- コーチャンフォー美しが丘店
- 障害者支援施設 美しの森